# Videokabine

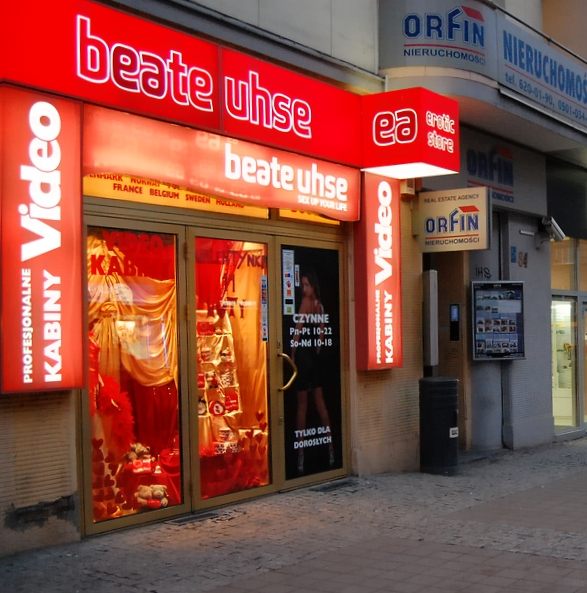
Sexshop mit Videokabinen (polnisch Video Kabiny) der Beate Uhse AG in Gdynia in Polen.

Eine Videokabine, Einzel-Videokabine, Sex-Videokabine oder Porno-Videokabine ist eine von innen verschließbare Einzelkabine, in der Benutzer auf Fernsehbildschirmen verschiedene „Sexfilme“ bzw. Pornofilme abrufen und während der bezahlten Nutzungsdauer beliebig zwischen verschiedenen Filmen wechseln können. Solche Videokabinen werden meistens als „Raum im Raum“ innerhalb einer Gewerberäumlichkeit installiert und gehören oft zum Angebot von Erotik- und Sexshops, werden aber auch als alleinige Pornofilm-Kabinenkinos („Sex-Kinos“) mit mehreren bis hin zu einer Vielzahl solcher Einzelkabinen betrieben. Sie sind meistens in den Vergnügungsmeilen, Bahnhofs- und Rotlichtvierteln von Städten anzutreffen, sowie teils auch in Gewerbegebieten und in kleineren Orten. Die Betriebe sind der Sexindustrie zuzurechnen.
Videokabinen mit Sex- bzw. Pornofilmangebot werden nahezu ausschließlich von Männern frequentiert.

## Videokabinen als Teil der Sexindustrie

### Einrichtung und Betrieb
Videokabinen bestehen aus kleinen, etwa 2 Quadratmeter großen Zellen, die meistens aus vorgefertigten Trennwänden von Ladenbaubetrieben erstellt werden. Es gibt auch Hersteller, die sich auf den Innenausbau von Sexshops mit Videokabinen spezialisiert haben und eine Komplettleistung einschließlich der Videotechnik und deren Installation anbieten. Gelegentlich sind auch Einzelkabinen anzutreffen, die in Trockenbauweise hergestellt wurden.
Die Einzelkabinen sind mit von innen verschließbaren Türen, einer Sitzgelegenheit, einem Münzzähler mit Geldeinwurfschlitz sowie mit Bedientasten für die Filmauswahl durch den Kunden ausgestattet. Für die Vorführung der ausgewählten Sexfilme ist in jeder Kabine ein Fernsehbildschirm vorhanden, oft auch zwei, wobei der zweite Bildschirm eine Vorauswahl ermöglichen soll. Der Einbau der Einzelkabinen in die Sexshops bzw. Kabinenkinos erfolgt in Form von Reihenanlagen. Das „Ambiente“ ist meistens sachlich gehalten, so sind unter anderem anzutreffen: „schwarze Polstersitze, abwaschbare rote Plastikwände, an der Wand eine Rolle mit Papiertüchern“. Inzwischen werden die Kabinen meistens mit Flachbildschirmen ausgerüstet. Darüber hinaus werden Videokabinen-Betriebe zunehmend mit Digitaltechnik ausgestattet, wobei in den Kabinen „Bedienpulte als Schaltzentralen für die Filmauswahl“ und bis zu fünf Flachbildschirme in Full-HD-Technik anzutreffen sind.

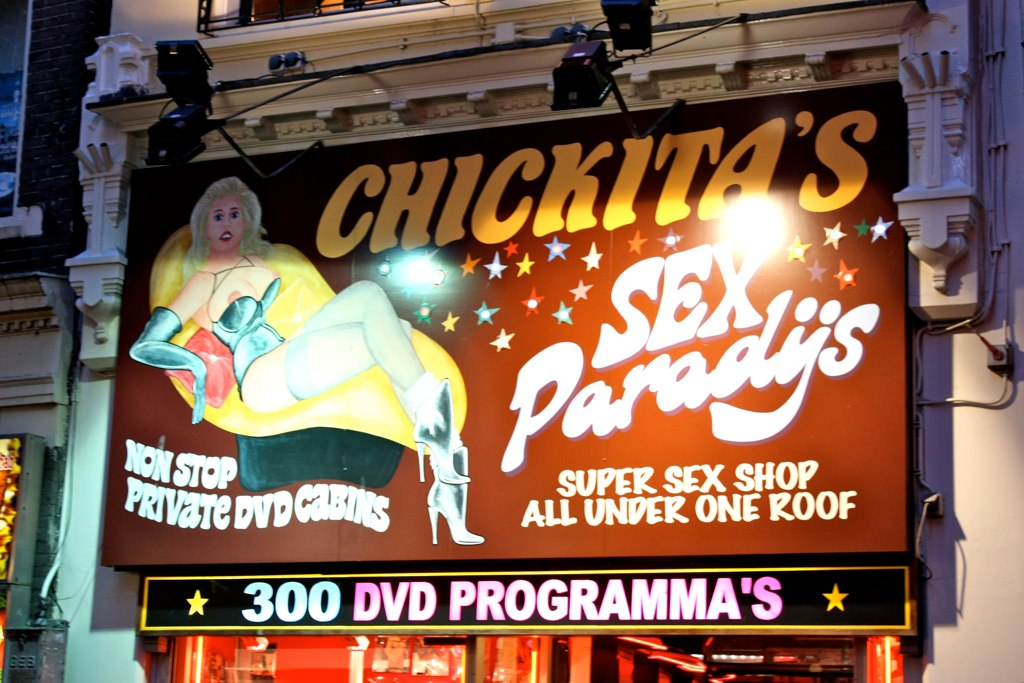
Sexshop in Amsterdam, der in seinen Videokabinen „300 DVD Programma’s“ anbietet.

Für die Bezahlung werden heutzutage auch Banknotenakzeptoren sowie EC- und Kreditkarten akzeptiert. Die Preise für die Benutzung der Videokabinen bzw. die Filmvorführungen liegen zwischen 1,- Euro bis 2,- Euro für 3 Minuten. Das Filmangebot umfasste bei der bisherigen Videotechnik mit DVD-Playern meist 32 bis 128 Filme, bei Videokabinen mit der neuen Digitaltechnik ist eine Auswahl aus 1.000 Sexfilmen und mehr möglich.
Die Konsumenten von Videokabinen bestehen nahezu ausschließlich aus Männern, die sich durch den Anblick der Sex- und Pornofilme sexuell erregen wollen. Meistens findet eine Selbstbefriedigung statt. Die Übergänge der „anonymen Lustbefriedigung“ zu einem teils suchtähnlichen Verhalten sind fließend. Nach einer in den USA erstellten Studie, über die 2003 berichtet wurde, „verfügt jeder vierte Mann zwischen 18 und 60 Jahren über Erfahrungen mit der Porno-Videokabine“.

### Die Branche
Marktführer auf dem Gebiet des „virtuellen Sex“ sind diejenigen überregional agierenden Sexshop-Ketten, bei denen Videokabinen zum Programmangebot gehören, wie vor allem die Beate Uhse AG sowie Seventh Heaven, die Dolly-Buster-Center und World of Sex (WOS). Hinzu kommen Videokabinen in den zahlreichen lokalen Sexshops, die oft bereits in den 1970er-Jahren nach der Legalisierung der Pornografie in Deutschland entstanden und meistens inhabergeführt sind, sowie Sexkinos und Pornofilm-Kabinenkinos. Nach Angaben der Tageszeitung Die Welt gab es 2003 in Deutschland insgesamt etwa 500.000 Videokabinen, die damals „Rekordumsätze verzeichn[et]en“. Konkrete Umsatzzahlen bzw. das Gesamtvolumen des Geschäfts mit den Videokabinen sind nicht bekannt. Das Wirtschaftsmagazin brand eins berichtete 2002 über Schätzungen, die sich damals auf einen Jahresumsatz von etwa 500 Millionen Euro  für den gesamten Pornomarkt in Deutschland beliefen, das heißt inklusive Verleih und Verkauf von Sexvideos, Videokabinen, Pornokanälen in Hotels und dem TV-Sender Beate-Uhse.TV, den die Beate Uhse AG für Premiere (heute Sky Deutschland) betreibt, jedoch ohne Internet-Sexangebote.
Zum Vergleich: Der mit Prostitution erwirtschaftete Jahresumsatz in Deutschland wurde 2003 vom Bundesrechnungshof auf etwa 6 Milliarden Euro geschätzt, wobei von einer Zahl von etwa 400.000 Prostituierten ausgegangen wurde, sowie von täglich etwa 1,2 Millionen Männern, die für sexuelle Dienstleistungen von Prostituierten bezahlen. Andere Schätzungen belaufen sich auf etwa 12,5 Milliarden Euro Prostitutionsumsatz pro Jahr.
Indes geht die Nachfrage nach „virtuellem Sex“ in Videokabinen inzwischen deutlich zurück. Der Marktführer, die Beate Uhse AG, macht hierfür die Digitalisierung verantwortlich: „Die Kunden […] stillen ihren Bedarf bei kostenlosen Anbietern von Sexfilmen im Internet“. Außerdem werde der Erotikmarkt mit billigen Pornofilmen zu Preisen von fünf Euro oder noch weniger überschwemmt, so Beate-Uhse-Chef Christian Lindemann 2008 bei der Vorlage der Bilanz für das Jahr 2007, die für das Erotikhandelsunternehmen zum ersten Mal seit dem Börsengang 1999 einen Negativsaldo auswies. Lindemann gab bekannt, dass die Beate Uhse AG ihre Sexshops in den Städten umbauen und dabei die Videokabinen entfernen wolle. Lediglich noch in Gewerbegebieten und an Autobahnen will das Unternehmen den „an Hardcore orientierten Kunden“ mit Filmvorführungen in Einzel-Videokabinen sowie mit härteren Magazinen bedienen.

### Steuerliche Behandlung
Kinos werden allgemein als Kultureinrichtungen angesehen und erhalten deshalb in Deutschland und anderen europäischen Ländern eine Vergünstigung bei der Mehrwertsteuer, indem die Kinobetreiber nur einen ermäßigten Steuersatz zu zahlen haben. Dieser beträgt zum Beispiel in Deutschland gegenwärtig 7 Prozent, während der volle Mehrwertsteuersatz bei 19 Prozent liegt. Die Betreiber von Pornokinos profitieren zum Teil von dieser Regelung. Viele Kommunen in Deutschland erheben jedoch, teils bereits seit langem, eine gesonderte Steuer auf „Vergnügungen besonderer Art“ und besteuern „Sexdarbietungen“, wie Pornokinos sowie Striptease, Peepshows, Sexmessen und Tabledance, teils auch Bordelle. Solche „Sexsteuern“ wurden beispielsweise im Jahr 2008 in dreizehn hessischen Kommunen mit mehr als 20.000 Einwohnern erhoben.
In einzelnen Städten, wie zum Beispiel in Gießen und Hamburg, sind solche Vergnügungssteuern auch von Videokabinen-Betrieben zu zahlen. Zudem werden in Deutschland und anderen europäischen Ländern die Vergünstigungen, die den Kinos zustehen, den Betreibern von Videokabinen generell verwehrt. Hiergegen klagte der Betreiber eines Sexshops in Belgien und argumentierte, sein Betrieb gehöre zu jenen „Einrichtungen der Kultur, des Sport oder der Unterhaltung“, die einem in Belgien gültigen Erlass zufolge in den Genuss des ermäßigten Mehrwertsteuersatzes kämen.
Der Europäische Gerichtshof (EuGH) in Luxemburg entschied in dieser Sache im März 2010, dass ein „Sex-Kino“ mit Video-Einzelkabinen keine kulturelle Einrichtung sei. Der Betreiber dürfe deshalb nicht den (in Belgien gültigen) ermäßigten Mehrwertsteuersatz von 6 Prozent für Kinos in Anspruch nehmen, so die Richter, sondern müsse den vollen Satz von 21 Prozent zahlen. Der EuGH stellte fest, dass bei dem Betrachten von Sexfilmen in Einzelkabinen das dem Kinobesuch eigene Gemeinschaftserlebnis nicht stattfinde und es sich somit nicht um eine steuerlich begünstigte Kulturveranstaltung handle. Mit seinem Urteil bestätigte der EuGH die bisherige Praxis auch in Deutschland.

### Urheberrechtsabgaben
In Deutschland sind viele Hersteller bzw. Produzenten von Pornofilmen Mitglied der GÜFA. Diese vertritt die rechtlichen Interessen der ihr angeschlossenen Urheber und Filmproduzenten bzw. Rechteinhaber von Filmherstellerrechten und sonstigen Leistungsschutzberechtigten, die sich überwiegend mit der Herstellung von erotischen und pornografischen Filmen beschäftigen.
Betreiber von Videokabinen müssen daher um Filme vorführen zu können mit der GÜFA einen entsprechenden Vertrag abgeschlossen haben. Für Musik im Film können zusätzlich Abgaben an die GEMA erforderlich sein. Auch in anderen europäischen Ländern gibt es vergleichbare Verwertungsgesellschaften an die dann Abgaben zu bezahlen sind.